# Gare d’Évry-Val-de-Seine
Gare d’Évry-Val-de-Seine vasútállomás és RER állomás Franciaországban, Évry településen.

## Vasútvonalak
Az állomást az alábbi vasútvonalak érintik:
- Villeneuve-Saint-Georges-Montargis-vasútvonal

## Kapcsolódó állomások
A vasútállomáshoz az alábbi állomások vannak a legközelebb:
- Gare du Grand Bourg (Gare de Creil, D RER-vonal)
- Gare de Corbeil-Essonnes (Gare de Malesherbes, D RER-vonal)

## Lásd még
- Franciaország vasútállomásainak listája
- A RER állomásainak listája